# Queen Sofía Spanish Institute
La Queen Sofía Spanish Institute (Instituto Español Reina Sofía) es una organización con sede en Nueva York fundada para promover la lengua española y la cultura de los países hispanohablantes. Su oficina está localizada en el 575 de la Avenida Madison, en Manhattan.

## Historia

### Siglo XX

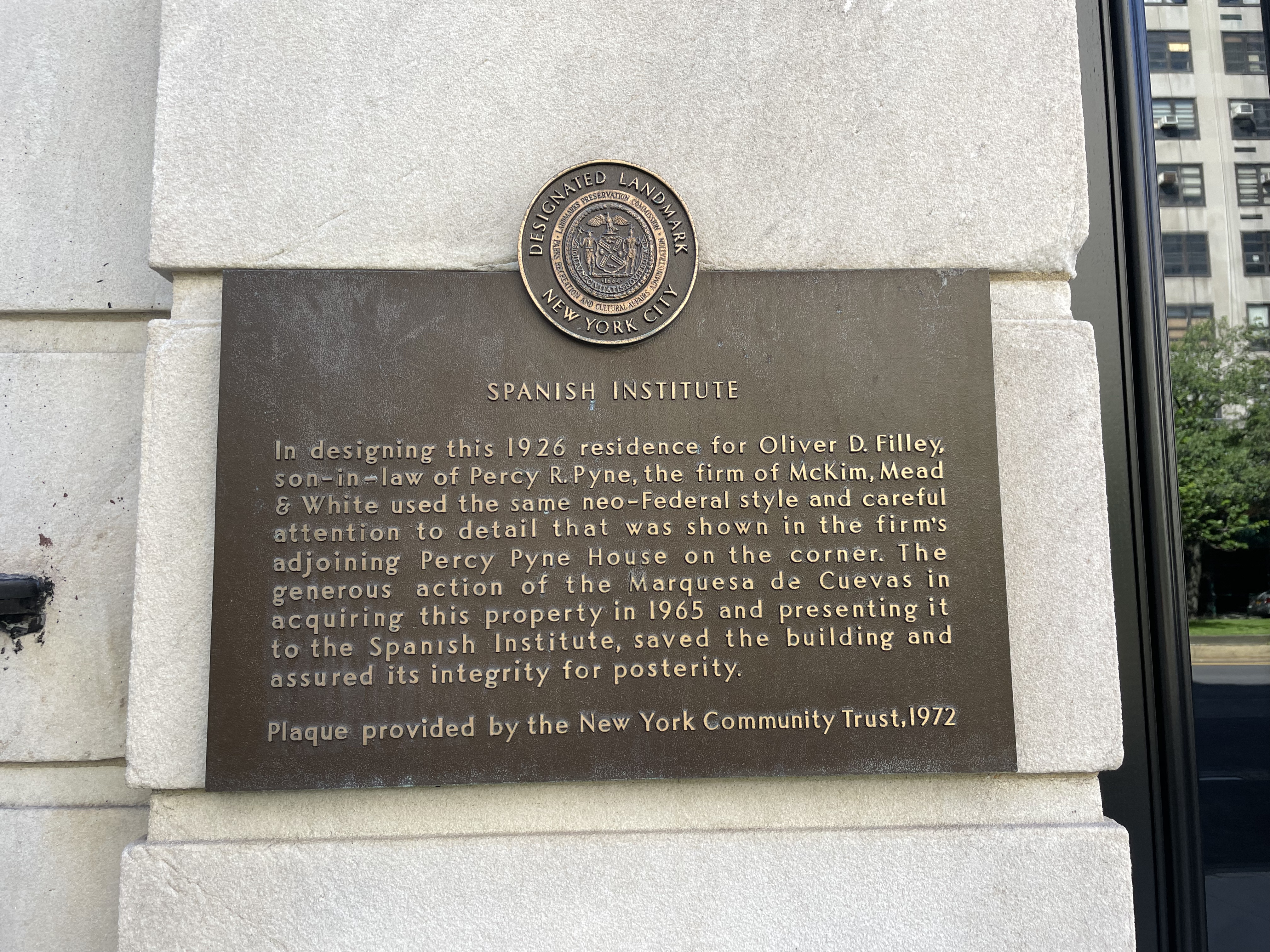
Placa en la fachada del edificio del Instituto con información sobre su construcción en 1926 y compra en 1965 para el Instituto Español.

Fue fundado el 18 de mayo de 1954, como una organización apolítica y sin ánimo de lucro, con el fin de «estimular el interés en la cultura, historia y costumbres» del mundo hispanohablante en los Estados Unidos, y viceversa.
En 1965, la marquesa de Cuevas, la filántropa Margaret Rockefeller Strong, salvó el edificio de 684 Park Avenue de ser destruido. El precio para este edificio era $48 millones pero con el apoyo económico de Margaret Rockefeller Strong y del McMicking Foundation, el instituto era capaz de comprarlo para usar como su sede.
En el 26 de octubre, 1978, la cena de Medalla del Oro del Instituto estuvo establecida para reconocer individuales quiénes han contribuido al agradecimiento internacional de España e Ibero-América a través de sus consecuciones en tales disciplinas diversas como relaciones internacionales, ciencia, negocio, las artes, literatura y filantropía. Los primeros medallistas de 1978 eran Henry Ford II y Andrés Segovia (en absentia).

### Siglo XXI
El Instituto estuvo rebautizado en 2003, para reconocer a la Reina Sofía de España como su patrocinadora.
En 2014, el Instituto estratégicamente decidió vender su edificio para seguir con su misión.
Desde la venta del edificio, la Queen Sofía Spanish Institute ha revitalizado sus actividades con otras escuelas españolas y latinoamericanas, programas educativos y otras actividades culturalmente pertinentes. En 2018, el Instituto formó una asociación con la Hispanic Society para proporcionar un programa educativo de su colección de Mapas y Globos. Otros socios del Instituto incluyen el Instituto Cervantes, Hunter College, Juilliard y el Consulado español.
El Instituto organiza una ceremonia anual para presentar el "Premio Princesa Sofía a la Excelencia". Este tributo de otorgamiento del premio a una persona o una organización aquello activamente ha contribuido al agradecimiento internacional de España y la América a través de una donación de tiempo, pericia y cordura innata en las áreas de ciencia, artes o las humanidades.

## Administración
El presidente y CEO es David Askren y el director ejecutivo desde septiembre de 2017 es Patrice Degnan Erquicia.

## Acontecimientos culturales
El Instituto organiza una gran variedad de esfuerzos artísticos, incluyendo el copatrocinio de exposiciones y conferencias en movimientos artísticos importantes, artistas y sus trabajos. Junto con las artes visuales, el instituto intenta apoyar arte de rendimiento también, incluyendo conciertos, rendimientos, y conferencias en la pertinencia de este arte en hoy sociedad. El Instituto también aguanta acontecimientos de gastronomía para enriquecer americano conocimiento de comidas del que hablan españoles mundiales y para traer las personas juntas.
El Instituto organiza un premio bianual de traducción para reconocer a los traductores que tradujeron exitosamente un trabajo de español a inglés y que han ayudado para hacer el conocimiento más accesible al público.
El Instituto organiza conferencias de historia y educativas para enriquecer el intercambio de conocimientos entre el mundo hispano y los Estados Unidos.

## Gala de Oro

### Siglo XX
En 1978, la medalla de Oro del instituto español era anualmente otorgado a americanos y personas hispánicas en reconocimiento de sus contribuciones de relaciones entre los Estados Unidos y el españoles Hablando Mundo. La Gala es una fuente importante de fondos para las actividades del instituto. Los primeros ganadores de la Medalla de Oro eran Henry Ford , James Michener, Montserrat Caballe, Placido Domingo, Pablo Casals y Jose Carreras. También Presidente de Instituto español, Eric M. Javits (EE.UU. Arma Embajador de Control 2001-2009), recibió la Medalla de Oro en 1994.  

### Siglo XXI
El Gala de 2010, los medallistas incluyeron a Diane von Fürstenberg y el Equipo de Fútbol Nacional español. Otras medallistas incluyen la Duquesa de Alba en 2008, Penélope Cruz y Presidente Bill Clinton en 2007, Mayor Michael R. Bloomberg en 2006, y Dr. Henry Kissinger en 2005. En 2003, un 15.º Aniversario Commemorative la medalla estuvo otorgada a Su Majestad el Rey Juan Carlos I y Su Majestad la Reina Sofía de España. Otros medallistas incluyen diseñador de moda Carolina Herrera en 1997 y los moda y presidente pasado del instituto, diseñador Oscar de la Renta en 1993. Los ganadores de la 2013 Reina Sofía Medalla de Oro que el instituto español otorgaba se celebró en el Waldorf Astoria, en la Ciudad de Nueva York el 19 de noviembre de, 2013, eran Antonio Banderas y Hillary Clinton.
El Instituto ya no organiza una Gala de Medalla del Oro.
En 2023 el Premio Sophia a la Excelencia es otorgado, entre otros, a Gloria Estefan y Emilio Estefan.

## Premio de traducción
Con el objetivo de elevar concienciación y engendrando un agradecimiento de literatura española en los Estados Unidos, este premio triennial de $10,000  ha sido creado por el Comité Cultural y consejo de administración del Instituto Español Reina Sofía para dar honor a la traducción de lengua inglesa mejor de un trabajo por un autor español. El premio inaugural, celebrando la traducción mejor publicada entre 2006 y 2008, estuvo dado en 2010 a Edith Grossman para su 2008 traducción de Antonio Muñoz Molina es Un Manuscrito de Cenizas.
Este premio celebra el trabajo y dedicación del traductor y el $10,000.
La primera iniciativa en sitio después de los cambios recientes del instituto incluyen la selección de un comité de lectura brillante compuesto de publicó escritores, becarios, traductores y academics para seleccionar la traducción mejor de un trabajo de la ficción escrita en español, entre 2010 y 2017. El tablero ahora está revisando los nombramientos y los candidatos serán seleccionados en el primer trimestre de 2018, y entonces el comité leerá los trabajos en españoles e ingleses y el ganador será seleccionado en el verano tardío y el premio serán presentados en la caída de 2018. La Reina Sofía el instituto español es honored para tener tales intelectuales fuertes que dirigen este comité cultural importante.
Los miembros de comité incluyen:
Lila Zemborain es la silla de este Comité de Lectura y director de el programa de escritura creativa español en NYU.
Allen Young   es 2018 ganador  del premio de traducción y un traductor.
Leslie Harkema es un profesor en Yale y enseña cursos en cultura española y literatura peninsular moderna.